# André Matthey
Jacques André Matthey (* 17. Juli 1779 in Genf; † 2. Februar 1842 ebenda) war ein Schweizer Arzt. Auf ihn geht das Konzept der „Kleptomanie“ zurück.

## Leben
André Matthey, Sohn des Baumeisters Pierre-David Matthey, studierte Medizin in Paris, wo er 1802 über die Behandlung von entzündlichen Fieberkrankheiten promovierte. Er liess sich in Genf als Arzt nieder und arbeitete von 1805 an am Hôpital général. Wegen gesundheitlicher Probleme konnte er ab 1814 nicht mehr praktizieren. Bis 1838 arbeitete er als medizinischer Inspektor der Bäder von Saint-Gervais-les-Bains in Hochsavoyen. Er veröffentlichte zur medizinischen Pathologie, zur Bäderkunde und zu Geisteskrankheiten. Besonders bekannt wurde dabei ein 1816 veröffentlichtes Werk über Seelenstörungen. Offensichtlich beeinflusst von Philippe Pinels Lehre der „manie sans délire“ prägte er den Begriff „Pathomanie“ und definierte diese als „perversion de la volonté et des penchants naturels sans lésion apparente des fonctions intellectuelles“ (als Verkehrung des Willens und der natürlichen Neigungen ohne offensichtliche Störung der Verstandesfunktionen). Eine Form der „Pathomanie“ stellte nach Matthey die „Klopémanie“ dar, die später bei Charles Chrétien Henry Marc zur „Kleptomanie“ wurde.
Die Konzeption der „Pathomanie“ wurde von Jean Étienne Esquirol in der Folge zur Monomanielehre weiterentwickelt.

## Schriften
- Nouvelles recherches sur les maladies de l’esprit, précédées de considérations sur les difficultés de l’art de guérir. Paschoud u. a., Paris u. a. 1816 (Digitalisat).